# Raphael Dwamena
Raphael Dwamena (Nkawkaw, 12 september 1995 – Kavajë, 11 november 2023) was een Ghanees voetballer die doorgaans speelde als spits. Tussen 2014 en 2023 was hij actief voor FC Liefering, Austria Lustenau, FC Zürich, Levante, Real Zaragoza, Vejle BK, Blau-Weiß Linz, Old Boys en Egnatia. Dwamena maakte in 2017 zijn debuut in het Ghanees voetbalelftal en kwam uiteindelijk tot acht interlandoptredens.

## Clubcarrière
Dwamena speelde in zijn vaderland voor Red Bull Ghana en werd in 2014 door Red Bull Salzburg naar Oostenrijk gehaald. In juni van dat jaar werd de aanvaller door Red Bull naar satellietclub FC Liefering gestuurd. Hij maakte zijn professionele debuut op 18 juli 2014, toen met 0–3 gewonnen werd op bezoek bij TSV Hartberg door twee doelpunten van Nils Quaschner en een van Nikola Dovedan. Dwamena begon op de bank, maar hij mocht acht minuten voor tijd invallen voor Dovedan. Op 18 september 2015 kwam de Ghanees voor het eerst tot scoren. Na twee treffers van Dimitri Oberlin vergrootte Dwamena de voorsprong tegen Austria Klagenfurt op aangeven van Hwang Hee-chan. Door doelpunten van Michael Brandner en Patrik Eler won Liefering met 4–1.
Medio 2016 maakte Dwamena de overstap naar Austria Lustenau. In een half seizoen tijd maakte hij achttien treffers in twintig competitieduels, waarop FC Zürich hem in januari 2017 overnam voor circa zeshonderdduizend euro. Hij zette zijn handtekening onder een verbintenis voor de duur van drieënhalf jaar. In zijn eerste halfjaar in Zürich won de club de Challenge League, waardoor het promoveerde naar het hoogste niveau. Een jaar later won de club de beker. In de zomer van 2018 trok Levante de Ghanese aanvaller aan voor circa 6,2 miljoen euro en de Spaanse club gaf hem een contract voor vier seizoenen. Een jaar na zijn komst stalde Levante de aanvaller op huurbasis bij Real Zaragoza.
In de zomer van 2020 mocht hij ondanks een doorlopend contract transfervrij vertrekken en hierop tekende hij voor Vejle BK. In februari 2021 verliet Dwamena die club en na vijf maanden zonder club tekende de Ghanees voor een jaar bij Blau-Weiß Linz, met een optie op een seizoen extra. Deze optie werd niet gelicht en een jaar later contracteerde Old Boys hem. Dwamena speelde een half seizoen voor deze club en verkaste daarna naar Egnatia.
Dwamena kreeg op 11 november 2023 op 28-jarige leeftijd tijdens de voetbalwedstrijd Egnatia – Partizani een hartaanval. Hij overleed later in het ziekenhuis. Dwamena had wegens hartproblemen eerder een inwendige defibrillator geplaatst gekregen, maar besloot in 2022 zelf om deze te laten verwijderen.

## Clubstatistieken
| Seizoen | Club             | Competitie          | Competitie | Competitie | Beker | Beker | Internationaal | Internationaal | Totaal | Totaal |
| Seizoen | Club             | Competitie          | Wed.       | Dlp.       | Wed.  | Dlp.  | Wed.           | Dlp.           | Wed.   | Dlp.   |
| ------- | ---------------- | ------------------- | ---------- | ---------- | ----- | ----- | -------------- | -------------- | ------ | ------ |
| 2014/15 | FC Liefering     | Erste Liga          | 2          | 0          | 0     | 0     | —              | —              | 2      | 0      |
| 2015/16 | FC Liefering     | Erste Liga          | 25         | 6          | 0     | 0     | —              | —              | 25     | 6      |
| 2016/17 | Austria Lustenau | Erste Liga          | 20         | 18         | 2     | 3     | —              | —              | 22     | 21     |
| 2016/17 | FC Zürich        | Challenge League    | 18         | 12         | 1     | 0     | —              | —              | 19     | 12     |
| 2017/18 | FC Zürich        | Super League        | 32         | 9          | 3     | 1     | —              | —              | 35     | 10     |
| 2018/19 | FC Zürich        | Super League        | 1          | 0          | 0     | 0     | 0              | 0              | 1      | 0      |
| 2018/19 | Levante          | Primera División    | 12         | 0          | 3     | 1     | —              | —              | 15     | 1      |
| 2019/20 | → Real Zaragoza  | Segunda División    | 9          | 2          | 0     | 0     | —              | —              | 9      | 2      |
| 2020/21 | Vejle BK         | Superligaen         | 5          | 2          | 0     | 0     | —              | —              | 5      | 2      |
| 2021/22 | Blau-Weiß Linz   | 2. Liga             | 3          | 0          | 0     | 0     | —              | —              | 3      | 0      |
| 2022/23 | Old Boys         | 2. Liga             | 11         | 8          | 0     | 0     | —              | —              | 11     | 8      |
| 2022/23 | Egnatia          | Kategoria Superiore | 18         | 11         | 6     | 1     | —              | —              | 24     | 12     |
| 2023/24 | Egnatia          | Kategoria Superiore | 10         | 9          | 0     | 0     | 2              | 3              | 12     | 12     |
| Totaal  | Totaal           | Totaal              | 166        | 77         | 15    | 6     | 2              | 3              | 183    | 86     |

## Interlandcarrière
Dwamena maakte zijn debuut in het Ghanees voetbalelftal op 11 juni 2017, toen met 5–0 gewonnen werd van Ethiopië. De aanvaller mocht van bondscoach James Kwesi Appiah in de basis beginnen en hij mocht het hele duel meespelen. In de eerste helft scoorden Asamoah Gyan, John Boye en Ebenezer Ofori. Dwamena voegde daar in de tweede helft twee treffers aan toe, waardoor de eindstand bereikt werd. De andere debutanten dit duel waren Lumor Agbenyenu (Portimonense) en Thomas Agyepong (NAC Breda).
| Interlands van Raphael Dwamena voor Ghana | Interlands van Raphael Dwamena voor Ghana | Interlands van Raphael Dwamena voor Ghana | Interlands van Raphael Dwamena voor Ghana | Interlands van Raphael Dwamena voor Ghana | Interlands van Raphael Dwamena voor Ghana | Interlands van Raphael Dwamena voor Ghana |
| №                                         | Datum                                     | Wedstrijd                                 | Uitslag                                   | Competitie                                | Goals                                     |                                           |
| Als speler bij FC Zürich                  | Als speler bij FC Zürich                  | Als speler bij FC Zürich                  | Als speler bij FC Zürich                  | Als speler bij FC Zürich                  | Als speler bij FC Zürich                  | Als speler bij FC Zürich                  |
| ----------------------------------------- | ----------------------------------------- | ----------------------------------------- | ----------------------------------------- | ----------------------------------------- | ----------------------------------------- | ----------------------------------------- |
| 1                                         | 11 juni 2017                              | Ghana – Ethiopië                          | 5 – 0                                     | AK 2019 kwalificatie                      | 48', 60'                                  |                                           |
| 2                                         | 28 juni 2017                              | Mexico – Ghana                            | 1 – 0                                     | Vriendschappelijk                         |                                           |                                           |
| 3                                         | 1 juli 2017                               | Verenigde Staten – Ghana                  | 2 – 1                                     | Vriendschappelijk                         |                                           |                                           |
| 4                                         | 7 oktober 2017                            | Oeganda – Ghana                           | 0 – 0                                     | WK 2018 kwalificatie                      |                                           |                                           |
| 5                                         | 10 oktober 2017                           | Saoedi-Arabië – Ghana                     | 0 – 3                                     | Vriendschappelijk                         |                                           |                                           |
| 6                                         | 12 november 2017                          | Ghana – Egypte                            | 1 – 1                                     | WK 2018 kwalificatie                      |                                           |                                           |
| 7                                         | 30 mei 2018                               | Japan – Ghana                             | 0 – 2                                     | Vriendschappelijk                         |                                           |                                           |
| 8                                         | 7 juni 2018                               | IJsland – Ghana                           | 2 – 2                                     | Vriendschappelijk                         |                                           |                                           |

## Erelijst
| Challenge League | 1 | 2016/17 |
| Schweizer Pokal  | 1 | 2017/18 |